# Zimasi
Le zimasi sono un complesso enzimatico che interviene in reazioni quali la glicolisi e la fermentazione alcolica degli zuccheri in etanolo e anidride carbonica. Appena la conversione ha luogo, la reazione tenderà gradualmente a rallentare. Questi enzimi sono presenti in natura nei lieviti.
Le zimasi furono isolate per la prima volta dalle cellule del lievito nel 1897 per opera del chimico tedesco Eduard Buchner, che effettuò la fermentazione non cellulare dello zucchero in laboratorio. Il chimico britannico Arthur Harden divise le zimasi in due varietà dializzabili e non dializzabili nel 1905.
Il termine zimasi indica anche il nome commerciale della generica miscela di enzimi pancrelipasi, un supplemento dietetico contenente gli enzimi amilasi, peptidasi e lipasi. Viene impiegato per favorire la digestione in persone che non producono abbastanza enzimi digestivi.
| Controllo di autorità | Thesaurus BNCF 38999 · LCCN (EN) sh85150090 · J9U (EN, HE) 987007536668405171 |